# 中国人民解放军第四十四军
中国人民解放军第四十四军，是中国人民解放军曾经的一个军。1952年被撤销。

## 沿革
1947年4月，辽吉军区保安第1、第2旅和西满军区独立师依次改称西满军区独立第1、第2、第3师。5月中旬至6月初，3个独立师在夏季攻势中，先后攻克玻璃山、双山、榆树台等地。6月中下旬参加四平攻坚战，独立第1师师长马仁兴牺牲。8月，3个独立师依次改称第19、第20、第21师，在吉林省双辽县合编为东北民主联军第七纵队，共2.1万余人，邓华任司令员，陶铸任政治委员，吴富善任副政治委员，高体乾任参谋长，袁升平任政治部主任。纵队编成后，即参加秋、冬季攻势作战。在冬季攻势中会同兄弟部队攻克四平。
1948年1月，改称东北人民解放军第七纵队，归东北野战军建制。4～8月，在四平地区进行新式整军和练兵。9～10月，在辽沈战役中，先参加攻克锦州的作战，后于黑山、大虎山地区参加围歼国民党军“西进兵团”的作战。1948年11月，根据中央军委关于统一全军编制及部队番号的命令，东北野战军第七纵队改称中国人民解放军第四十四军。第19、第20、第21师和新调入的独立第12师依次改称第130、第131、第132、第157师，全军共4.8万余人，仍隶属东北野战军。1948年12月～1949年1月参加平津战役，在解放天津的作战中，第44军并指挥第45军，在炮兵和坦克部队的配合下，由市区以东向西突击，会同友軍攻克天津。
1952年10月，第44军军部机关并入中南军区机关，第130师和第45军134、135师合编为第54军，第131师师部调归海军青岛基地，第132师调归第43军建制，第44军番号撤销。

## 编制
1952年撤编前，第四十四军下辖：
- 第一三〇师
- 第一三一师
- 第一三二师